# فرودگاه منطقه‌ای دووتن
فرودگاه منطقه‌ای دووتن (به انگلیسی: Dothan Regional Airport) یک فرودگاه همگانی بهره‌برداری هوایی با کد یاتا DHN است که یک باند فرود آسفالت دارد و طول باند آن ۲۵۹۰ متر است. این فرودگاه در شهر دوثن، آلاباما کشور ایالات متحده آمریکا قرار دارد و در ارتفاع ۱۲۲ متری از سطح دریا واقع شده‌است.